# Fidei defensor
Fidei defensor é um título originalmente latino que se traduz como Defensor da Fé em português. A expressão tem sido utilizada como parte integral do título de muitos monarcas desde o início do século XVI.

## Uso inglês

### História
"Defensor da Fé" (em inglês: Defender of the Faith) tem sido um dos títulos usados pelo monarca britânico e, mais tarde pelos monarcas do Commonwealth desde que foi concedido em 17 de outubro de 1521, pelo Papa Leão X ao rei Henrique VIII de Inglaterra. O título foi conferido em reconhecimento do livro de Henrique Assertio Septem Sacramentorum (Defesa dos Sete Sacramentos), que defendia a natureza sacramental do casamento e a supremacia do Papa. Esta foi também conhecida como a "Afirmação Henriquiana" e foi vista como uma importante oposição aos primeiros estágios da Reforma Protestante, principalmente às ideias de Martinho Lutero.
Na sequência da decisão de Henrique romper com Roma em 1530, e estabelecer-se como Chefe da Igreja de Inglaterra, o título foi revogado pelo Papa Paulo III (desde que o ato de Henrique foi considerado como um ataque contra a "Fé") e Henrique foi excomungado. No entanto, em 1544, o Parlamento da Inglaterra conferiu o título de "Defensor da Fé", contra o catolicismo, de modo inverso à concessão papal, sendo que Eduardo VI e seus sucessores, hoje os defensores da fé Anglicana (exceto a Católica Maria Tudor) continuaram a ser o Governador Supremo (formalmente acima do Arcebispo de Cantuária como Primaz).
De 1653 até 1659, Oliver Cromwell e Richard Cromwell, os Chefes de Estado republicanos durante o período conhecido como O Protectorado, embora claramente perfilados como protestante do que monárquicos, não adoptaram o título de "Defensor da Fé". No entanto, o título foi reintroduzido após a restauração da monarquia e continua em uso nos dias de hoje.
G. K. Chesterton recebeu da Santa Sé o título de Fidei Defensor, que havia sido concedido por Leão X ao rei Henrique VIII antes deste se rebelar contra a Igreja. 

### Uso atual
Na sua qualidade de rainha do Reino Unido, Isabel II era intitulada Isabel II, pela Graça de Deus, Rainha do Reino Unido da Grã-Bretanha e Irlanda do Norte e dos Seus Outros Reinos e Territórios, Chefe da Commonwealth, Defensora da Fé. O título "Defensor da Fé" reflete a posição do soberano como Governador Supremo da Igreja de Inglaterra, que é, portanto, formalmente superior à do Arcebispo de Cantuária. O nome latino - Defensor Fidei - é referido em todos as atuais moedas britânicas em circulação pela abreviaturas, FD ou FID DEF. Esta referência foi acrescentada à primeira moeda britânica de 1714, durante o reinado de Jorge I. A decisão da Royal Mint para omitir a referência à expressão (e de outras partes do estilo do monarca), a partir dos florins em 1849, causou um escândalo de que a moeda foi substituída.
Na maior parte dos Reinos da Commonwealth, a expressão não aparece no título completo do monarca, mantendo pela graça de Deus. Por exemplo, na Austrália, a rainha Isabel está atualmente intitulada como "...pela graça de Deus, Rainha da Austrália e outros Reinos e Territórios, Chefe da Commonwealth". Ela só era intitulada "Defensora da Fé" no Canadá, Nova Zelândia e Reino Unido. O Canadá optou por incluir a expressão, porque o soberano não é considerado como o protetor da religião do Estado (o Canadá não tem nenhuma), mas como um defensor da fé em geral. Num discurso para a Câmara dos Comuns em 1953, o primeiro-ministro Louis St. Laurent afirmou:
| “ | A mais delicada questão surgiu sobre a manutenção da expressão "Defensor da Fé". Na Inglaterra, há uma igreja estabelecida. Nos nossos países [as outras monarquias da Commonwealth], não há igrejas estabelecidas, mas, nos nossos países há pessoas que têm fé na direcção dos assuntos humanos por uma sábia providência, e nós sentimos que era uma coisa boa que as autoridades civis defendessem a sua organização como uma defesa da continuação da crença de um poder supremo que ordena os assuntos dos homens simples, e que não poderia haver razoável objeção de quem acredita no Ser Supremo, em que o soberano, o chefe da autoridade civil, descrito como um crente e um defensor da fé num supremo governante. | ” |
|   | — Louis St. Laurent. |   |

Por diversas vezes, alguns países da Commonwealth mantiveram o título até se tornarem formalmente repúblicas, por exemplo, África do Sul e a Irlanda. Outros abandonaram-na, mesmo mais cedo, por exemplo, em 1953, embora ainda um domínio da Commonwealth (até 1956), o Paquistão retirou o título, em reconhecimento da contradição entre a sua esmagadora população muçulmana e o monarca como o defensor da fé cristã.
Carlos III do Reino Unido e de todos os Reinos da Commonwealth, expressa uma preferência para alterar o título e espera que ele tenha êxito como esperado. Ele comentou, em 1994, "Eu pessoalmente prefiro ver [o meu futuro papel], como Defensor de Fé, não da Fé".

## Uso francês
Em 1811, quando proclamou-se rei, Henrique I do Haiti adjudicou o próprio título "Defensor da Fé" (em francês: Défenseur de la Foi) e incorporou-a no seu longo e pomposo título, que se traduz a partir do francês como: pela graça de Deus e do direito constitucional do Estado, o Rei do Haiti, Soberano de Tortuga, Gonâve e outras ilhas adjacentes, Destruidor da tirania, Regenerador e Benfeitor da nação haitiana, Criador das suas instituições morais, políticas e marciais, Primeiro Monarca coroado do Novo Mundo, Defensor da Fé , fundador da Ordem Real e Militar de São Henrique.
Hoje, a variante francesa é utilizada como parte da versão oficial do estilo do monarca no Canadá: "... par la Grâce de Dieu, Reine du Royaume-Uni, du Canada et de ses Territoires et autres Royaumes, Chef du Commonwealth, Défenseur de la Foi" - utilizado principalmente na província francófona do Quebec.